# Gustav Geierhaas
Gustav Geierhaas (* 26. März 1888 in Neckarhausen; † 5. Januar 1976 in München) war ein deutscher Komponist und Hochschullehrer.

## Leben
Gustav Geierhaas wurde als Kind zunächst von seinem Vater, dem Organisten Wilhelm Geierhaas, unterrichtet, den er im Alter von zehn Jahren an der Orgel vertrat. Er besuchte die Realschule in Ladenburg und ab 1903 das Gymnasium in Rastatt, wo er 1906 sein Abitur ablegte. Ab 1907 studierte an der Universität Heidelberg Geschichte, Philologie und klassische Philologie. Parallel erhielt er privaten Unterricht im Kontrapunkt bei Philipp Wolfrum und an der Orgel bei Karl Hasse. Im Jahr 1910 entschied er sich, seine musikalischen Studien zu vertiefen, absolvierte zur Finanzierung derselben die Lehrerprüfung und arbeitete zunächst als Lehrer.
Mit Förderung des Mannheimer Kommerzienrates Heinrich Föchling studierte er von 1913 bis 1915 an der Akademie der Tonkunst in München Orgel bei Ludwig Felix Maier und Komposition bei Friedrich Klose. Sein im Ersten Weltkrieg wegen der Verpflichtung zum Kriegsdienst unterbrochenes Studium nahm er 1918 wieder auf und absolvierte 1919 seinen Abschluss. Ab 1920 lehrte er an der Münchner Akademie der Tonkunst (inzwischen Hochschule für Musik) Harmonielehre und Komposition, 1927 wurde ihm der Titel des Professors verliehen, 1936 folgte die Ernennung zum außerordentlichen Professor. Zu den Nationalsozialisten hatte Geierhaas ein distanziertes Verhältnis. Im Jahr 1953 wurde er emeritiert.
Zu seinen Schülern zählten bekannte Künstler wie Eugen Jochum, Christoph von Dohnanyi, Heinrich Sutermeister, Otto Crusius, Rolf Wilhelm, Erna Woll, Heinz Hoeglauer (1893–1984), Hans Hotter, Otto Jochum, Gertraud Kaltenecker, Rudolf Mors, Predag Milosevic, Friedrich Siebert (1906–1987) und Hans Therstappen.
Freundschaftlich verbunden war Geierhaas unter anderem Carl Orff, Walter Courvoiser, Wolfgang Ruoff und Richard G’schrey.

## Wirken als Komponist
Geierhaas komponierte unter anderem Variationen und eine Sinfonische Musik für Orchester, eine Streichersinfonie und kammermusikalische Werke. Als seine bedeutendsten Kompositionen werden seine Orgelwerke angesehen, insbesondere Passacaglia cis-Moll, op. 5 (C. F. Peters) und Introduktion, Choralphantasie und Fuge Mitten wir im Leben sind mit dem Tod umfangen (Tischer & Jagenberg).

## Auszeichnungen
Geierhaas wurde 1930 mit dem Musikpreis der Stadt München und am 17. Mai 1963 mit dem Bayerischen Verdienstorden ausgezeichnet. Er war Ehrenmitglied der Staatlichen Hochschule für Musik.

## Kompositionen (Auswahl)

### Orchestermusik
- Variationen über ein eigenes Thema (1927, UA München 1928, Notenmaterial im Zweiten Weltkrieg verbrannt)
- Sinfonische Musik in 3 Sätzen (1936, UA Frankfurt/Main 1937)
- Sinfonie für Streichorchester (teilweise Umarbeitung des Streichquartetts Nr. 3, 1952, UA Bayerischer Rundfunk München 1954)

### Kammermusik
- Sonate für Klavier und Violine es-Moll (1914, UA München 1915)
- Thema mit Variationen B-Dur für Streichquartett (1919)
- Streichsextett d-Moll (1920, UA München 1921)
- Drei Sätze für Streichtrio (1923, UA München 1925)
- Streichquartett Nr. 1 G-Dur (1923, UA München 1924)
- Streichquartett Nr. 2 C-Dur (1926, UA München 1927)
- Streichquartett Nr. 3 d-Moll (1930, UA Bremen 1931)
- Sonate für Klavier und Violine e-Moll (1958, UA München 1960)

### Orgelmusik
- 2 Sonaten (1911, verschollen)
- Passacaglia cis-Moll (1919, UA München 1920)
- Choralphantasie über Mitten wir im Leben sind mit dem Tod umfangen (1925, UA München 1926)
- Toccata, Adagio und Fuge C-Dur (1929, UA München 1929)
- Choralsuite (1930)
- Phantasie und Fugato capriccioso h-Moll (1948, UA München 1958)
- 3 Choralvorspiele (1951/53)

### Klaviermusik
- 3 Fugen (1909)
- Fuge für 2 Klaviere (1915)
- Sonatine A-Dur (alternativer Titel: Drei Klavierstücke, 1914, UA München 1916)
- Sonate g-Moll (1919)

### Chormusik
- Weihnachtskantate für Chor, 2 Violinen und Violoncello (1945, UA München 1945)
- Kantate zum Erntedankfest für Soli, Chor, 2 Violinen und Violoncello (1946, UA München 1946)
- Adventskantate (1947, UA München 1947)
- Selbstgefühl für Männerchor a cappella (1955)

### Gesang und Orgel
- Messe für 2–3 Knabenstimmen und Orgel (1910)

### Gesang und Klavier
- 22 Lieder (1910–1913)
- Vier Lieder nach Gedichten von Theodor Storm (1913)
- Fünf (Liebes-)Lieder nach Dichtungen von Heine, Goll und Bewer für Bass (1926)
- Drei Gesänge nach Dichtungen von Viktor Hartung für tiefe Stimme (1926, Nr. 2 verschollen)
- Jugend im Alter nach Hans Bethge für Bassbariton (1948)

## Publikationen
- Rudolf Louis und Ludwig Thuille: Harmonielehre. Neubearbeitung von Walter Courvoisier, Richard G’schrey, Gustav Geierhaas und Karl Blessinger, Stuttgart (Ernst Klett Verlag) 1933.

## Neuausgaben

### Orgelwerke
- Toccata, Adagio und Fuge (Hg. Gerhard Weinberger) (Strube-Verlag, München 2006)
- Fantasie und Fugato capriccioso (Hg. Gerhard Weinberger) (Sonat-Verlag, Kleinmachnow 2017)
- Choralsuite (Hg. Gerhard Weinberger) (Sonat-Verlag, Kleinmachnow 2017)
- Passacaglia op. 5 (Hg. Gerhard Weinberger) (Sonat-Verlag, Kleinmachnow 2019)
- Drei Choralvorspiele (Hg. Gerhard Weinberger) (Musikedition Récit, Straubing 2018)